# Премия Рэя Брэдбери
Премия «Рэя Брэдбери Небьюла» за лучшее драматическое представление (англ. Ray Bradbury Nebula Award for Outstanding Dramatic Presentation) ежегодно присуждается Американской ассоциацией писателей-фантастов (ААПФ) за научно-фантастические или фэнтезийные драматические произведения, такие как фильмы или телеэпизоды. Чтобы иметь право на рассмотрение премии Небьюла, работа должна выйти на английском языке в США. Работы, вышедшие на английском языке в других странах мира, также имеют право на участие, если они опубликованы на веб-сайте или в электронной версии. Допускаются только отдельные работы, а не сериалы, такие как телесериалы, хотя разрешены мини-сериалы из трёх или менее частей.
Премия, названная в честь плодовитого автора и сценариста Рэя Брэдбери, была учреждена в 1992 году как Премия Рэя Брэдбери за лучшее драматическое представление (англ. Ray Bradbury Award for Outstanding Dramatic Presentation). Она не считалась премией Небьюла, несмотря на то, что была вручена на той же церемонии, и была выбрана президентом ААПФ вместо голосования. Эта форма награды вручалась в 1992, 1999, 2001 и 2009 годах. В 2010 году вручение премии «Небьюла» за лучший сценарий, которая присуждалась за сценарии с 1974 по 1978 год, и с 2000 по 2009 год, было прекращено.
Премия Рэя Брэдбери, хотя всё ещё не считалась официальной категорией Небьюлы, была преобразована вместо неё в соответствии с обычными процедурами выдвижения и голосования премии Небьюлы. В 2019 году ААПФ объявила, что награда считается частью Небьюлы, а в следующем году награда была переименована в премию «Рэя Брэдбери Небьюла» за лучшее драматическое представление.
Номинанты и победители премии Небьюла выбираются членами ААПФ, хотя создатели номинантов не обязательно должны быть членами. Работы номинируются каждый год участниками в период с 15 декабря по 31 января, и шесть работ, получивших наибольшее количество номинаций, затем формируют окончательный бюллетень, с возможностью дополнительных номинантов в случае ничьей. Вскоре после этого участникам даётся месяц для голосования, и окончательные результаты будут представлены на церемонии награждения премии Небьюлы в мае. Членам не разрешается выдвигать свои собственные работы, и ничья в окончательном голосовании по возможности прерывается количеством номинаций, полученных работами. До присуждения наград в 2009 году период допуска к номинациям определялся как один год после даты публикации работы, что давало возможность работам быть номинированными в календарном году после их публикации, а затем присуждаться в календарном году после этого.
В течение 34 лет награды, было номинировано 102 работы; из них 20 победителей, включая 4 победы/номинации в 1992, 1999, 2001 и 2009 годах. Несколько франшиз получили множество номинаций; Кинематографическая вселенная Marvel получила наибольшее количество номинаций — двенадцать: девять фильмов, один мини-сериал, один телесезон и один телеэпизод, при этом выиграли один фильм и мини-сериал. Другие франшизы со множеством номинаций; «Звёздные войны», с шестью номинациями: три фильма и три телеэпизода, «Доктор Кто», с одной победой из четырёх номинированных телеэпизодов и «В лучшем мире», с одной победой из трёх номинированных телеэпизодов.
Награда обычно присуждается за телеэпизоды и фильмы, но иногда награждают работы в других форматах: в 1999 году была присуждена целому телесериалу, в 2001 году была присуждена сериалу радиоантологии, в 2009 году была присуждена всей фильмографии персоны, а одной из номинаций 2019 года стал музыкальный альбом.

## Победители и номинанты
В следующей таблице годы соответствуют дате церемонии, а не дате первой публикации работы. Работы с синим фоном, жирным шрифтом и звёздочкой (*) рядом с названием работы получили награду; те, у кого белый фон, — другие номинанты в шорт-листе. В списке создателей указаны люди и роли, определённые ААПФ, и они могут не совпадать с указанными людьми или названиями работы; В правилах ААПФ указано, что награда вручается «главному» режиссёру и сценаристам.
  *   указывает на победителя
| Год  | Работа                                        | Создатель(и) | Издатель(и) | Пр.           |
| ---- | --------------------------------------------- | --- | --- | ------------- |
| 1992 | Терминатор 2: Судный день*                    | Джеймс Кэмерон (режиссёр, сценарий), Уильям Вишер-мл. (сценарий) | TriStar Pictures                                                                                               | [ 14 ]        |
| 1999 | Вавилон-5*                                    | Дж. Майкл Стражински (режиссёр, сценарий) | Babylonian Productions / Warner Bros. Domestic Television                                                      | [ 10 ] [ 14 ] |
| 2001 | 2000X: Tales of the Next Millennia*           | Юрий Расовский (сценарий), Харлан Эллисон (сценарий) | NPR | [ 11 ] [ 14 ] |
| 2009 | Фильмография Джосса Уидона*                   | Джосс Уидон (сценарий) | multiple | [ 12 ] [ 14 ] |
| 2010 | Район № 9*                                    | Нил Бломкамп (режиссёр, сценарий), Терри Татчелл (сценарий) | TriStar Pictures                                                                                               | [ 14 ] [ 15 ] |
| 2010 | Аватар                                        | Джеймс Кэмерон (режиссёр, сценарий) | Twentieth Century Fox Film Corporation                                                                         | [ 14 ] [ 15 ] |
| 2010 | Коралина в Стране Кошмаров                    | Генри Селик (режиссёр, сценарий) | Focus Features                                                                                                 | [ 14 ] [ 15 ] |
| 2010 | Луна 2112                                     | Данкан Джонс (режиссёр, сценарий), Нэйтан Паркер (сценарий) | Sony Pictures                                                                                                  | [ 14 ] [ 15 ] |
| 2010 | Звёздный путь                                 | Джей Джей Абрамс (режиссёр), Роберто Орси (сценарий), Алекс Куртцман (сценарий) | Paramount Pictures                                                                                             | [ 14 ] [ 15 ] |
| 2010 | Вверх                                         | Пит Доктер (режиссёр, сценарий), Боб Питерсон (сценарий), Том Маккарти (сценарий) | Pixar/Walt Disney Pictures                                                                                     | [ 14 ] [ 15 ] |
| 2011 | Начало*                                       | Кристофер Нолан (режиссёр, сценарий) | Warner Bros.                                                                                                   | [ 14 ] [ 16 ] |
| 2011 | Гадкий я                                      | Пьер Коффен (режиссёр), Синко Пол (сценарий), Кен Даурио (сценарий) | Universal Pictures                                                                                             | [ 14 ] [ 16 ] |
| 2011 | Доктор Кто: «Vincent and the Doctor»          | Джонни Кэмпбелл (режиссёр), Ричард Кёртис (сценарий) | BBC | [ 14 ] [ 16 ] |
| 2011 | Как приручить дракона                         | Дин Деблуа (сценарий), Крис Сандерс (сценарий), Уильям Дэвис (сценарий) | Paramount Pictures                                                                                             | [ 14 ] [ 16 ] |
| 2011 | Скотт Пилигрим против всех                    | Эдгар Райт (режиссёр, сценарий), Майкл Бэколл (сценарий) | Universal Pictures                                                                                             | [ 14 ] [ 16 ] |
| 2011 | История игрушек: Большой побег                | Майкл Арндт (сценарий) | Pixar and Walt Disney Pictures                                                                                 | [ 14 ] [ 16 ] |
| 2012 | Доктор Кто: «The Doctor's Wife»*              | Ричард Кларк (режиссёр), Нил Гейман (сценарий) | BBC Cymru Wales                                                                                                | [ 14 ] [ 17 ] |
| 2012 | Меняющие реальность                           | Джордж Нолфи (режиссёр, сценарий) | Universal Pictures                                                                                             | [ 14 ] [ 17 ] |
| 2012 | Чужие на районе                               | Джо Корниш (режиссёр, сценарий) | Optimum Releasing/Screen Gems                                                                                  | [ 14 ] [ 17 ] |
| 2012 | Первый мститель                               | Джо Джонстон (режиссёр), Кристофер Маркус (сценарий), Стивен Макфили (сценарий) | Paramount Pictures                                                                                             | [ 14 ] [ 17 ] |
| 2012 | Хранитель времени                             | Мартин Скорсезе (режиссёр), Джон Логан (сценарий) | Paramount Pictures                                                                                             | [ 14 ] [ 17 ] |
| 2012 | Полночь в Париже                              | Вуди Аллен (режиссёр, сценарий) | Sony Pictures                                                                                                  | [ 14 ] [ 17 ] |
| 2012 | Исходный код                                  | Данкан Джонс (режиссёр), Бен Рипли (сценарий) | Summit Entertainment                                                                                           | [ 14 ] [ 17 ] |
| 2013 | Звери дикого Юга*                             | Бен Зайтлин (режиссёр, сценарий), Люси Алибар (сценарий) | Journeyman/Cinereach/Court 13                                                                                  | [ 14 ] [ 18 ] |
| 2013 | Мстители                                      | Джосс Уидон (режиссёр, сценарий), Зак Пенн (сценарий) | Marvel Studios                                                                                                 | [ 14 ] [ 18 ] |
| 2013 | Хижина в лесу                                 | Дрю Годдард (режиссёр, сценарий), Джосс Уидон (сценарий) | Mutant Enemy Productions                                                                                       | [ 14 ] [ 18 ] |
| 2013 | Голодные игры                                 | Гэри Росс (режиссёр, сценарий), Сьюзен Коллинз (сценарий), Билли Рэй (сценарий) | Lionsgate | [ 14 ] [ 18 ] |
| 2013 | Джон Картер                                   | Эндрю Стэнтон (режиссёр, сценарий) | Walt Disney Pictures                                                                                           | [ 14 ] [ 18 ] |
| 2013 | Петля времени                                 | Райан Джонсон (режиссёр) | DMG Entertainment/Endgame Entertainment                                                                        | [ 14 ] [ 18 ] |
| 2014 | Гравитация*                                   | Альфонсо Куарон (режиссёр, сценарий), Хонас Куарон, (сценарий) | Warner Bros.                                                                                                   | [ 14 ] [ 19 ] |
| 2014 | Доктор Кто: «The Day of the Doctor»           | Ник Харран (режиссёр), Стивен Моффат (сценарий) | BBC Cymru Wales                                                                                                | [ 14 ] [ 19 ] |
| 2014 | Европа                                        | Себастьян Кордеро (режиссёр), Филип Джелетт (сценарий) | Start Motion Pictures                                                                                          | [ 14 ] [ 19 ] |
| 2014 | Она                                           | Спайк Джонз (режиссёр, сценарий) | Warner Bros.                                                                                                   | [ 14 ] [ 19 ] |
| 2014 | Голодные игры: И вспыхнет пламя               | Фрэнсис Лоуренс (режиссёр), Саймон Бофой (сценарий), Майкл деБруин (сценарий) | Lionsgate | [ 14 ] [ 19 ] |
| 2014 | Тихоокеанский рубеж                           | Гильермо дель Торо (режиссёр, сценарий), Трэвис Бичем (сценарий) | Warner Bros.                                                                                                   | [ 14 ] [ 19 ] |
| 2015 | Стражи Галактики*                             | Джеймс Ганн (сценарий), Николь Перлман (сценарий) | Walt Disney Pictures                                                                                           | [ 14 ] [ 20 ] |
| 2015 | Бёрдмэн                                       | Алехандро Гонсалес Иньярриту (сценарий), Николас Джакобоне (сценарий), Александр Динеларис-мл. (сценарий), Армандо Бо (сценарий) | Fox Searchlight                                                                                                | [ 14 ] [ 20 ] |
| 2015 | Первый мститель: Другая война                 | Кристофер Маркус (сценарий), Стивен Макфили (сценарий) | Walt Disney Pictures                                                                                           | [ 14 ] [ 20 ] |
| 2015 | Грань будущего                                | Кристофер Маккуорри (сценарий), Джез Баттеруорт (сценарий), Джон-Генри Баттеруорт (сценарий) | Warner Bros.                                                                                                   | [ 14 ] [ 20 ] |
| 2015 | Интерстеллар                                  | Кристофер Нолан (сценарий), Джонатан Нолан (сценарий) | Paramount Pictures                                                                                             | [ 14 ] [ 20 ] |
| 2015 | Лего. Фильм                                   | Фил Лорд (сценарий), Кристофер Миллер (сценарий) | Warner Bros.                                                                                                   | [ 14 ] [ 20 ] |
| 2016 | Безумный Макс: Дорога ярости*                 | Джордж Миллер (режиссёр, сценарий), Брендан Маккарти (сценарий), Нико Латурис (сценарий) | Village Roadshow Pictures/Kennedy Miller Mitchell/RatPac-Dune Entertainment                                    | [ 14 ] [ 21 ] |
| 2016 | Из машины                                     | Алекс Гарленд (режиссёр, сценарий), Брэдли Томпсон (режиссёр, сценарий), Дэвид Уиддл (режиссёр, сценарий) | Film4 Productions/DNA Films                                                                                    | [ 14 ] [ 21 ] |
| 2016 | Головоломка                                   | Пит Доктер (режиссёр, сценарий), Роналдо Дель Кармен (сценарий), Мэг ЛеФов (сценарий), Джош Кули (сценарий) | Walt Disney Pictures/Pixar                                                                                     | [ 14 ] [ 21 ] |
| 2016 | Джессика Джонс: «AKA Smile»                   | Майкл Раймер (режиссёр), Скотт Рейнольдс (сценарий), Мелисса Розенберг (сценарий), Джейми Кинг (сценарий) | Marvel Television/ABC Studios/Tall Girls Productions                                                           | [ 14 ] [ 21 ] |
| 2016 | Марсианин                                     | Ридли Скотт (режиссёр), Дрю Годдард (сценарий) | Scott Free Productions/Kinberg Genre/TSG Entertainment                                                         | [ 14 ] [ 21 ] |
| 2016 | Звёздные войны: Пробуждение силы              | Джей Джей Абрамс (режиссёр, сценарий), Лоуренс Кэздан (сценарий), Майкл Арндт (сценарий) | Lucasfilm/Bad Robot Productions                                                                                | [ 14 ] [ 21 ] |
| 2017 | Прибытие*                                     | Дени Вильнёв (режиссёр), Эрик Хайссерер (сценарий) | 21 Laps Entertainment/FilmNation Entertainment/Lava Bear Films/Xenolinguistics                                 | [ 14 ] [ 22 ] |
| 2017 | Доктор Стрэндж                                | Скотт Дерриксон (режиссёр, сценарий), К. Роберт Каргилл (сценарий) | Marvel Studios/Walt Disney Pictures                                                                            | [ 14 ] [ 22 ] |
| 2017 | Кубо. Легенда о самурае                       | Трэвис Найт (режиссёр), Марк Хеймс (сценарий), Крис Батлер (сценарий) | Laika | [ 14 ] [ 22 ] |
| 2017 | Изгой-один. Звёздные войны: Истории           | Гарет Эдвардс (режиссёр), Крис Вайц (сценарий), Тони Гилрой (сценарий) | Lucasfilm/Walt Disney Pictures                                                                                 | [ 14 ] [ 22 ] |
| 2017 | Мир Дикого запада: «The Bicameral Mind»       | Джонатан Нолан (режиссёр, сценарий), Лиза Джой (сценарий) | HBO | [ 14 ] [ 22 ] |
| 2017 | Зверополис                                    | Байрон Ховард (режиссёр), Джаред Буш (сценарий), Фил Джонстон (сценарий) | Walt Disney Pictures                                                                                           | [ 14 ] [ 22 ] |
| 2018 | Прочь*                                        | Джордан Пил (режиссёр, сценарий) | Universal Pictures                                                                                             | [ 14 ] [ 23 ] |
| 2018 | В лучшем мире: «Michael's Gambit»             | Майкл Шур (режиссёр, сценарий) | NBC | [ 14 ] [ 23 ] |
| 2018 | Логан                                         | Джеймс Мэнголд (режиссёр, сценарий), Скотт Фрэнк (сценарий), Майкл Грин (сценарий) | 20th Century Fox                                                                                               | [ 14 ] [ 23 ] |
| 2018 | Форма воды                                    | Гильермо дель Торо (режиссёр, сценарий), Ванесса Тейлор (сценарий) | Fox Searchlight Pictures                                                                                       | [ 14 ] [ 23 ] |
| 2018 | Звёздные войны: Последние джедаи              | Райан Джонсон (режиссёр, сценарий) | Lucasfilm | [ 14 ] [ 23 ] |
| 2018 | Чудо-женщина                                  | Пэтти Дженкинс (режиссёр), Аллан Хейнберг (сценарий) | Warner Bros.                                                                                                   | [ 14 ] [ 23 ] |
| 2019 | Человек-паук: Через вселенные*                | Фил Лорд (сценарий), Родни Ротман (сценарий) | Sony Pictures Animation                                                                                        | [ 13 ] [ 14 ] |
| 2019 | Чёрная пантера                                | Райан Куглер (сценарий), Джо Роберт Коул (сценарий) | Marvel Studios                                                                                                 | [ 13 ] [ 14 ] |
| 2019 | Dirty Computer                                | Жанель Монэ (сценарий), Chuck Lightning (сценарий) | Wondaland Arts Society/Bad Boy Records/Atlantic Records                                                        | [ 13 ] [ 14 ] |
| 2019 | В лучшем мире: «Jeremy Bearimy»               | Меган Амрам (сценарий) | NBC | [ 13 ] [ 14 ] |
| 2019 | Тихое место                                   | Джон Красински (сценарий), Брайан Вудс (сценарий), Скотт Бек (сценарий) | Platinum Dunes/Sunday Night Productions                                                                        | [ 13 ] [ 14 ] |
| 2019 | Простите за беспокойство                      | Бутс Райли (сценарий) | Annapurna Pictures                                                                                             | [ 13 ] [ 14 ] |
| 2020 | Благие знамения: «Hard Times»*                | Нил Гейман (сценарий) | Amazon Studios/BBC Studios                                                                                     | [ 14 ] [ 24 ] |
| 2020 | Мстители: Финал                               | Кристофер Маркус (сценарий), Стивен Макфили (сценарий) | Marvel Studios                                                                                                 | [ 14 ] [ 24 ] |
| 2020 | Капитан Марвел                                | Анна Боден (сценарий), Женева Робертсон-Дуорет (сценарий), Райан Флек (сценарий) | Marvel Studios                                                                                                 | [ 14 ] [ 24 ] |
| 2020 | Мандалорец: «Chapter 2: The Child»            | Джон Фавро (сценарий) | Disney+ | [ 14 ] [ 24 ] |
| 2020 | Жизни матрёшки: «The Way Out»                 | Эллисон Силверман (сценарий), Лесли Хэдланд (сценарий) | Netflix | [ 14 ] [ 24 ] |
| 2020 | Хранители: «A God Walks into Abar»            | Джефф Дженсен (сценарий), Деймон Линделоф (сценарий) | HBO | [ 14 ] [ 24 ] |
| 2021 | В лучшем мире: «Whenever You're Ready»*       | Майкл Шур (сценарий) | NBC, Fremulon/3 Arts Entertainment/Universal                                                                   | [ 14 ] [ 25 ] |
| 2021 | Хищные птицы: Потрясающая история Харли Квинн | Кристина Ходсон (сценарий) | Warner Bros. Television Studios, Clubhouse Pictures/DC Films/Kroll & Co. Entertainment/LuckyChap Entertainment | [ 14 ] [ 25 ] |
| 2021 | Пространство: «Gaugamela»                     | Дэн Новак (сценарий) | Amazon Prime, Alcon Entertainment/Alcon Television Group/Amazon Studios/Hivemind/Just So                       | [ 14 ] [ 25 ] |
| 2021 | Страна Лавкрафта (1 сезон)                    | Миша Грин (сценарий), Шеннон Хьюстон (сценарий), Кевин Лау (сценарий), Уэс Тейлор (сценарий), Ихуома Офордире (сценарий), Джонатан И. Кидд (сценарий), и Соня Уинтон-Одамттен (сценарий) | HBO Max, Bad Robot Productions/Monkeypaw Productions/Warner Bros. Television Studios                           | [ 14 ] [ 25 ] |
| 2021 | Мандалорец: «Chapter 14: The Tragedy»         | Джон Фавро (сценарий) | Disney+, Golem Creations/Lucasfilm                                                                             | [ 14 ] [ 25 ] |
| 2021 | Бессмертная гвардия                           | Грег Рука (сценарий) | Netflix, Skydance Media/Denver and Delilah Productions/Marc Evans Productions                                  | [ 14 ] [ 25 ] |
| 2022 | Ванда/Вижн*                                   | Питер Кэмерон (сценарий), Маккензи Дор (сценарий), Лора Донни (сценарий), Бобак Эсфарджани (сценарий), Меган МакДоннелл (сценарий), Жак Шеффер (сценарий), Кэмерон Сквайрс (сценарий), Гретчен Эндерс (сценарий), Чак Хейуорд (сценарий) | Marvel Studios                                                                                                 | [ 14 ] [ 26 ] |
| 2022 | Энканто                                       | Чариз Кастро Смит (сценарий), Джаред Буш (сценарий), Байрон Ховард (сценарий), Джейсон Хэнд (сценарий), Нэнси Крус (сценарий), Лин-Мануэль Миранда (сценарий) | Walt Disney Animation Studios/Walt Disney Pictures                                                             | [ 14 ] [ 26 ] |
| 2022 | Легенда о Зелёном рыцаре                      | Дэвид Лоури (сценарий) | Sailor Bear/Bron Studios/A24                                                                                   | [ 14 ] [ 26 ] |
| 2022 | Локи (1 сезон)                                | Биша К. Али (сценарий), Элисса Карасик (сценарий), Эрик Мартин (сценарий), Майкл Уолдрон (сценарий), Том Кауффман (сценарий), Джесс Дуэк (сценарий) | Marvel Studios                                                                                                 | [ 14 ] [ 26 ] |
| 2022 | Шан-Чи и легенда десяти колец                 | Дэйв Каллахэм (сценарий), Дестин Дэниел Креттон (сценарий), Эндрю Лэнхем (сценарий) | Marvel Studios/Walt Disney Pictures                                                                            | [ 14 ] [ 26 ] |
| 2022 | Космические чистильщики                       | Чо Сон-хи (сценарий) | Bidangil Pictures                                                                                              | [ 14 ] [ 26 ] |
| 2022 | Чем мы заняты в тени (3 сезон)                | Джейк Бендер (сценарий), Зак Данн (сценарий), Шана Год (сценарий), Сэм Джонсон (сценарий), Крис Марсель (сценарий), Уильям Мени (сценарий), Сара Нафталис (сценарий), Стефани Робинсон (сценарий), Марика Сойер (сценарий), Пол Симс (сценарий), Лорен Уэллс (сценарий) | FX Productions/Two Canoes Pictures/343 Incorporated/FX Network                                                 | [ 14 ] [ 26 ] |
| 2023 | Всё везде и сразу*                            | Дэниел Кван (сценарий), Дэниел Шайнерт (сценарий) | A24/AGBO/IAC Films                                                                                             | [ 14 ] [ 27 ] |
| 2023 | Андор: «One Way Out»                          | Бо Уиллимон (сценарий), Тони Гилрой (сценарий) | Lucasfilm/Disney+                                                                                              | [ 14 ] [ 27 ] |
| 2023 | Нет                                           | Джордан Пил (сценарий) | Universal Pictures                                                                                             | [ 14 ] [ 27 ] |
| 2023 | Наш флаг означает смерть (1 сезон)            | Дэвид Дженкинс (сценарий), Элиза Хименес Коссио (сценарий), Задри Феррер-Геддес (сценарий), Уильям Мени (сценарий), Мэдди Дай (сценарий), Алисса Лэйн (сценарий), Джон Махоун (сценарий), Симоне Натан (сценарий), Натали Торрес (сценарий), Закери Александр Стивенс (сценарий), Алекс Дж. Шерман (сценарий), Джес Том (сценарий), Адам Стейн (сценарий)                           | Dive/HBO Max                                                                                                   | [ 14 ] [ 27 ] |
| 2023 | Песочный человек (1 сезон)                    | Нил Гейман (сценарий), Лорен Белло (сценарий), Ванесса Бентон (сценарий), Майк Дрингенберг (сценарий), Сэм Кит (сценарий), Кэтрин Смит-Макмаллен (сценарий), Хезер Беллсон (сценарий), Джим Камполонго (сценарий), Джей Франклин (сценарий), Остин Гузман (сценарий), Александр Ньюман-Уайз (сценарий), Амени Роща (сценарий), Дэвид С. Гойер (сценарий), Аллан Хейнберг (сценарий) | DC Entertainment/Netflix                                                                                       | [ 14 ] [ 27 ] |
| 2023 | Разделение (1 сезон)                          | Дэн Эриксон (сценарий), Крис Блэк (сценарий), Эндрю Колвилл (сценарий), Аманда Овертон (сценарий), Анна Оуян Мёнх (сценарий), Хелен Ли (сценарий), Кари Дрэйк (сценарий), Марк Фридман (сценарий) | Endeavor Content/Red Hour Productions/Apple TV+                                                                | [ 14 ] [ 27 ] |
| 2024 | Барби*                                        | Грета Гервиг (сценарий), Ноа Баумбах (сценарий) | Warner Bros./Heyday Films/LuckyChap Entertainment                                                              | [ 14 ] [ 28 ] |
| 2024 | Нимона                                        | Роберт Л. Бейрд (сценарий, сюжет), Ллойд Тейлор (сценарий, сюжет), Памела Рибон (сюжет), Марк Хеймс (сюжет), Ник Бруно (сюжет), Трой Квон (сюжет), Кит Бьюнин (сюжет), Нейт Стивенсон (комикс) | Annapurna Animation/Annapurna Pictures                                                                         | [ 14 ] [ 28 ] |
| 2024 | Одни из нас: «Long, Long Time»                | Нил Дракманн (сценарий), Крейг Мейзин (сценарий) | HBOMax | [ 14 ] [ 28 ] |
| 2024 | Подземелья и драконы: Честь среди воров       | Джонатан Голдштейн (сценарий), Джон Фрэнсис Дейли (сценарий), Майкл Гилио (сценарий, сюжет), Крис МакКей (сюжет) | Paramount Pictures/Entertainment One/Allspark Pictures                                                         | [ 14 ] [ 28 ] |
| 2024 | Человек-паук: Паутина вселенных               | Фил Лорд (сценарий), Кристофер Миллер (сценарий), Дэвид Каллахэм (сценарий) | Columbia Pictures/Marvel Entertainment/Avi Arad Productions                                                    | [ 14 ] [ 28 ] |
| 2024 | Мальчик и птица                               | Хаяо Миядзаки (сценарий) | Studio Ghibli/Toho                                                                                             | [ 14 ] [ 28 ] |
| 2025 | Дюна: Часть вторая*                           | Джон Спэйтс (сценарий), Дени Вильнёв (сценарий) | Warner Bros | [ 14 ] [ 29 ] |
| 2025 | Доктор Кто: «Точка и пузырь»                  | Расселл Ти Дейвис (сценарий) | BBC | [ 14 ] [ 29 ] |
| 2025 | Я видел свечение телевизора                   | Джейн Шёнбрун (сценарий) | A24 Films | [ 14 ] [ 29 ] |
| 2025 | Каос                                          | Чарли Ковелл (сценарий), Джорджия Кристу (сценарий) | Netflix | [ 14 ] [ 29 ] |
| 2025 | Звёздный путь: Нижние палубы (5 сезон)        | Майк МакМэхан (сценарий) | Paramount+ | [ 14 ] [ 29 ] |
| 2025 | Злая: Сказка о ведьме Запада                  | Винни Холцман (сценарий), Дана Фокс (сценарий) | Universal Pictures                                                                                             | [ 14 ] [ 29 ] |